# Связь в Казахстане
В данной статье представлен обзор коммуникационной инфраструктуры Казахстана. В Казахстане наблюдается спад в развитии телекоммуникаций по сравнению с остальной частью Европы. Тем не менее, он быстро растёт с каждым годом и имеет один из самых передовых телекоммуникационных секторов в Центральной Азии.
Крупнейшая телекоммуникационная компания Казахстана — «Казахтелеком».
Телефоны — основные линии:
2,616,500 (2020)
Телефоны — сотовые телефоны:
25.117 миллионов (2020)
Телефонный код страны: +7
Телефонная система:
Внутренняя:
Между городами по наземным линиям связи, радиорелейной связи и спутниковые коммуникации. Количество стационарных подключений постепенно растёт и составляет около 40 на 100 человек. Подключения мобильной (сотовой) связи быстро растёт и их количество составляет примерно 89 на 100 человек.
Международная:
Международная связь с другими постсоветскими республиками и Китаем осуществляется по наземным линиям и микроволновой радиорелейной связи. С другими странами при помощи спутника и по Транс-Азия-Европа (ТАЕ) волоконно-оптическому кабелю. Наземные станции спутниковой связи: Intelsat. Казахстанская группировка спутников — KazSAT-1, KazSAT-2, KazSAT-3.
Станции радиопередачи:
AM — 60, FM — 24, коротковолновые — 14 (2011)
Радио:
11,47 миллионов (2011)
Станции телевидения:
26 (плюс 14 ретрансляторов) (2011)
Интернет-провайдеры:
18 (с собственными международными каналами) (2011)
Интернет-хосты:
180 217 (2011)
Пользователей интернета:
400 000 (2005);
1 247 000 (2006);
5 300 000 (2011);
16 128 818 (2020).
Интернет-домен: .kz, .қаз

## Сотовая связь
Сотовая связь в Казахстане осуществляется в форматах GSM (900, 1800), UMTS (900, 2100) и LTE (800, 1800, 2100). Уровень проникновения сотовой связи в 2012 году составил 120 %. В 2015 году уровень проникновения мобильной связи в Казахстане достиг 185 % — в стране зарегистрировано более 31 млн SIM-карт. Более 35 % (11 млн.) из этих SIM-карт имеют возможность выхода в Интернет.
В формате GSM, UMTS и LTE функционируют следующие сотовые операторы:
- АО «Кселл» (до 2012 года — ТОО «GSM Казахстан ОАО „Казахтелеком“») (контрольный пакет её акций принадлежит АО «Казахтелеком» с долей 51 %) с торговыми марками Kcell и activ;
- ТОО «КаР-Тел» (дочерняя компания холдинга «Veon») с торговыми марками Beeline, Beeline Business и izi;
- ТОО «Мобайл Телеком-Сервис» (владеет АО «Казахтелеком») с торговыми марками Tele2, FMOBILE и ALTEL.

Операторами сотовой связи поддерживается передача данных в сетях 2G (GRPS, EDGE), 3G (HSPA) и 4G. В некоторых регионах предоставляются услуги передачи данных в сетях WiMax, FWA и 5G. В 2012 году компанией АО «Алтел» была впервые запущена сеть передачи данных стандарта 4G LTE.
В 2013 году впервые с момента старта стандарта GSM в Казахстане (1998 год) доходы от мобильной связи начали снижаться. По итогам 2015 года они снизились на 19 %, до 249 млрд тенге. В феврале 2016 года доходы от голосовой связи стали меньше доходов от услуг доступа в Интернет.